# Energizer
Energizer Holdings, Inc. er en amerikansk producent af batterier med hovedkvarter i St. Louis, Missouri. De producerer batterier under brands som Energizer, Ray-O-Vac, Varta og Eveready.